# Uwe-Jens Mey
Uwe-Jens Mey, född den 13 december 1963 i Warszawa, Polen, är en östtysk och därefter tysk skridskoåkare.
Han tog OS-guld på herrarnas 500 meter och OS-silver på herrarnas 1 000 meter i samband med de olympiska skridskotävlingarna 1988 i Calgary.
Han försvarade sitt OS-guld på herrarnas 500 meter i samband med de olympiska skridskotävlingarna 1992 i Albertville.